# Linda Martín Alcoff
Linda Martín Alcoff   (Panamà, 25 de juliol de 1955) és una filòsofa llatinoamericana i professora de filosofia al Hunter College, Universitat de la Ciutat de Nova York. Alcoff és especialista en epistemologia social, filosofia feminista, filosofia de raça, teoria decolonial i filosofia continental. Ha estat autora o editora de més d’una dotzena de llibres, inclosos Visible Identities: Race, Gender, and the Self (2006), The Future of Whiteness (2015) o Rape and Resistance (2018). Els seus escrits de filosofia pública han estat publicats a The Guardian i The New York Times.
Alcoff lluita per una major inclusió de grups històricament poc representats a la filosofia i assenyala que els filòsofs d’aquests grups han creat nous camps d’investigació, com ara la filosofia feminista, la teoria de les races crítiques, la filosofia Latiné i la filosofia LGBTQ. Del 2012 al 2013 va ocupar el càrrec de presidenta de l'Associació Filosòfica Americana, Divisió Oriental. El febrer de 2018 va ser nomenada presidenta del consell d'administració d'Hypatia, Inc., la corporació sense ànim de lucre propietària de la revista de filosofia feminista.
Alcoff va néixer a Panamà, la menor de dues filles d'una mare irlandesa, Laura, i un pare panameny, Miguel Angel Martín, que es van conèixer mentre estudiaven a la Universitat Estatal de Florida. El seu pare es va convertir en professor d’història a la Universitat de Panamà. Quan els seus pares es van separar, Alcoff es va traslladar amb la seva mare i la seva germana a Florida quan tenia tres anys. El 1980 va obtenir un grau amb honors en filosofia a la Universitat Estatal de Geòrgia i el 1983 un màster, també en filosofia. Va fer el seu doctorat a la Universitat de Brown, completant la seva tesi amb la direcció d'Ernest Sosa, Martha Nussbaum i Richard Schmitt i rebent el doctorat el 1987.

## Carrera

### Posicionaments polítics
Després de passar un any com a professor ajudant de filosofia al l'Escola Kalamazoo, Alcoff es va traslladar a la Universitat de Syracuse, on va ensenyar durant els deu anys següents. Va ser titular i ascendida a professora associada el 1995 i professora titular el 1999. Va ser visitant a la Universitat de Cornell (1994-1995), a la Universitat d'Aarhus (novembre de 1999), a la Universitat Atlàntica de Florida (tardor del 2000) i a la Universitat de Brown (primavera del 2001). Va ocupar una posició com a professora de filosofia i estudis sobre dones a la Universitat Stony Brook el 2002. El 2009 es va convertir en professora de filosofia al Hunter College i a la City Universitat de la Ciutat de Nova York Graduate Center.
Alcoff advoca per diversificar la disciplina de la filosofia. Per ajudar a abordar aquests problemes, amb Paul Taylor i William Wilkerson, va iniciar la "Guia de filosofia del pluralista". Del 2010 al 2013 Alcoff va ser redactora en cap conjunta, amb Ann Cudd, de la revista de filosofia feminista <i id="mwUQ">Hypatia</i>. Va formar part del consell d’editors associats durant la controvèrsia sobre el transracialisme d’Hipatia el 2017. Posteriorment, la direcció de la revista va establir un grup de treball per resoldre els problemes de governança de la revista, després del qual Alcoff es va convertir en presidenta del consell d'administració de Hypatia, Inc., el febrer de 2018.

### Recerca
Alcoff ha escrit àmpliament sobre temes com Foucault, violència sexual, polítiques d'epistemologia, identitat de gènere i raça i qüestions llatines. Ha estat autora de quatre llibres: Real Knowing: New Versions of Coherence Theory (1996), Visible Identities: Race, Gender and the Self (2006), The Future of Whiteness (2015) i The Rape and Resistance (2018). També ha editat deu volums, ha coescrit articles de recerca i ha aportat un gran nombre de capítols i entrades de llibres i enciclopèdies. Segons Google Acadèmic, el seu article més llegit, "El problema de parlar per a altres" (1991) a Crítica Critique, ha estat citat gairebé 3.000 vegades.
Visible Identities: Race, Gender and the Self (Identitats visibles: raça, gènere i Jo) van intentar oferir un relat unificat de la identitat social mitjançant el pont dels seus treballs anteriors en epistemologia, metafísica i la política d’ètnia, raça i gènere. Alcoff suggeria que la ubicació geogràfica té implicacions significatives per a la identitat social més enllà de les transmeses per altres contribuents a la identitat (tot i que no considera que aquestes implicacions siguin deterministes).
A The Problem of Speaking for Others (El problema de parlar per als altres), Alcoff analitza els problemes de representació que acompanyen la pràctica de parlar per als altres, utilitzant conceptes epistemològics com la ubicació social i la identitat social. Suggereix "quatre conjunts de pràctiques interrogatives" per guiar els actes de parlar per a altres persones a través de les posicions socials: en primer lloc, s'hauria de qüestionar l'impuls de parlar per assegurar-se que no estigui motivat per un "desig de domini i dominació"; en segon lloc, s'ha de reconèixer la importància de la ubicació i el context, especialment les connexions entre les nostres ubicacions i les nostres paraules i com el transport de paraules a una altra ubicació social canviarà el seu significat; en tercer lloc, destaca la responsabilitat envers aquells que han de representar els seus punts de vista, s'ha de mantenir obert a la crítica; en quart lloc, és crucial reconèixer els efectes possibles i reals de les paraules sobre el context discursiu i material dels representats.

### Reconeixements
Alcoff ha rebut diversos reconeixements i premis, inclòs un doctorat honoris causa per la Universitat d’Oslo el setembre de 2011 i el Premi Frantz Fanon de l’Associació Filosòfica del Carib el 2009 pel seu llibre Visible Identities: Race, Gender and the Self. Va ser reconeguda com a Dona Distingida en Filosofia per la Societat de Dones en Filosofia el 2005 i va ocupar la càtedra Meredith per excel·lència en la docència a la Universitat de Syracuse del 1995 al 1998.

## Obres seleccionades
- Alcoff, Linda Martín. Real Knowing: New Versions of the Coherence Theory.  Nova York: Cornell University Press, 1996.
- Alcoff, Linda. «Cultural feminism versus post-structuralism: the identity crisis in feminist theory». A: Nicholson. The Second Wave: A Reader in Feminist Theory.  Nova York: Routledge, 1997, p. 330–355. ISBN 9780415917612.
- Alcoff, Linda Martín (2006). Visible Identities: Race, Gender and the Self. Oxford University Press.
- Alcoff, Linda. The Blackwell Guide to Feminist Philosophy.  Malden, MA, and Oxford: Blackwell Publishing, 2007. ISBN 9780631224273.
- Alcoff, Linda Martín. The Future of Whiteness.  Cambridge and Malden, MA: Polity Press, 2015.
- Alcoff, Linda Martín. Rape and Resistance, 2018. ISBN 9780745691916.